# Schotentang

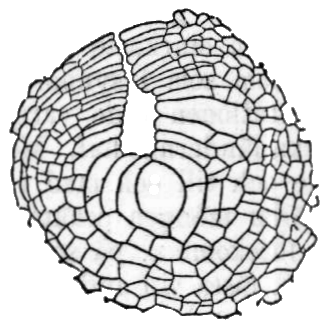
Halidrys siliquosa (Zeichnung)

Der Schotentang (Halidrys siliquosa), auch Meereiche genannt, ist eine im Nordost-Atlantik vorkommende Braunalge.

## Beschreibung
Die bis 2 m (selten bis 3 m) lange Braunalge ist mit einer kegelförmigen Haftscheibe auf dem Untergrund verankert. Sie hat einen relativ festen Thallus, der schwach abgeflacht und in einer Ebene regelmäßig wechselseitig verzweigt ist. Die Breite der Thallusäste beträgt 2 bis 5 mm. An jeder Verzweigung ist die Hauptachse leicht abgewinkelt, wodurch ein charakteristisches Zickzack-Muster entsteht. Die Farbe des Thallus ist hellbraun, angeschwemmte Exemplare sind meist dunkelbraun verfärbt. Die Bezeichnung Schotentang bezieht sich auf die langgestreckten und gekammerten Schwimmblasen an den Seitentrieben. Diese Schwimmkörper sind gestielt und laufen in eine dünne Spitze aus und ähneln dadurch kleinen Schoten.
Zur Fortpflanzungsreife tragen die Zweigenden die ebenfalls lanzettlichen, abgeflachten Rezeptakeln. Auf diesen sind die Fortpflanzungsstrukturen (Konzeptakeln) als kleine Wärzchen erkennbar. Halidrys siliquosa ist monözisch.
Als Vertreter der Fucales ist der Schotentang ein Diplont ohne Generationswechsel.

## Vorkommen
Das Verbreitungsgebiet umfasst die Küstenregionen der Nordsee, der westlichen Ostsee sowie des östlichen Nordatlantiks von Marokko bis nach Norwegen (Färöer).
Der Schotentang wächst im Sublitoral unterhalb der Niedrigwasserlinie auf Felsboden, Steinen und Holz. Auf Helgoland werden Bestände bei besonders tiefem Niedrigwasser in Prielen an der Westseite sowie breiten Mulden im Nordosten der Insel sichtbar.

## Systematik
Die Erstbeschreibung des Schotentangs erfolgte 1753 durch Carl von Linné unter dem Namen Fucus siliquosus in Species plantarum, Band 2, S. 1160. Von Hans Christian Lyngbye wurde diese Art 1819 in die Gattung Halidrys eingeordnet (in: Tentamen hydrophytologiae danicae, Hafniae, S. 37).
Synonyme von Halidrys siliquosa (L.) Lyngb. sind Fucus siliquosus L., Cystoseira siliquosa (L.) C. Agardh und Fucus siliculosus Stackhouse.
Der Schotentang gehört zur Familie der Sargassaceae in der Ordnung Fucales. Früher wurde er in eine Familie Strauchtange (Cystoseiraceae) gestellt.